# WTA Тур 1999
WTA Тур 1999 (англ. 1999 Women's Tennis Association Tour) — элитный тур теннисистов-профессионалов, организованный Женской теннисной ассоциацией (WTA). В 1999 году календарь проводился 29-й раз и включал:
- 4 турнира Большого шлема (проводится Международной федерацией тенниса);
- Финал мирового тура в Нью-Йорке, США;
- Кубок Большого шлема в Мюнхене, Германия;
- 9 турниров 1-й категории;
- 15 турниров 2-й категории;
- 12 турниров 3-й категории;
- 16 турниров 4-й категории;
- Кубок Федерации;

## Расписание WTA Тура 1999 года
Ниже представлено полное расписание соревнований WTA Тура 1999 года, со списком победителей и финалистов для одиночных и парных соревнований.
| Турнир Большого шлема |
| Турниры WTA           |

### Январь
| Неделя    | Турнир | Чемпионки (Счёт финала)                       | Финалистки                        |
| --------- | --- | --------------------------------------------- | --------------------------------- |
| 4 января  | Thalgo Australian Women’s Hardcourts Голд-Кост, Австралия 3-я категория $180,000 — Хард Турнир 1999                                            | Патти Шнидер 4-6, 7-6(5), 6-2                 | Мэри Пирс                         |
| 4 января  | Thalgo Australian Women’s Hardcourts Голд-Кост, Австралия 3-я категория $180,000 — Хард Турнир 1999                                            | Корина Морариу Лариса Нейланд 6-3, 6-3        | Кристин Кюнс Ирина Спырля         |
| 4 января  | ASB Classic Окленд, Новая Зеландия 4-я категория $112,500 — Хард Турнир 1999                                                                   | Жюли Алар-Декюжи 6-4, 6-1                     | Доминик ван Рост                  |
| 4 января  | ASB Classic Окленд, Новая Зеландия 4-я категория $112,500 — Хард Турнир 1999                                                                   | Сильвия Фарина Барбара Шетт 6-2, 7-6(2)       | Марлен Вайнгартнер Седа Норландер |
| 11 января | Sydney International Сидней, Австралия 2-я категория $420,000 — Хард Турнир 1999                                                               | Линдсей Дэвенпорт 6-4, 6-3                    | Мартина Хингис                    |
| 11 января | Sydney International Сидней, Австралия 2-я категория $420,000 — Хард Турнир 1999                                                               | Елена Лиховцева Ай Сугияма 6-3, 2-6, 6-0      | Мэри-Джо Фернандес Анке Хубер     |
| 11 января | ANZ Tasmanian International Хобарт, Австралия 4-я категория $112,500 — Хард Турнир 1999                                                        | Чанда Рубин 6-2, 6-3                          | Рита Гранде                       |
| 11 января | ANZ Tasmanian International Хобарт, Австралия 4-я категория $112,500 — Хард Турнир 1999                                                        | Мариан де Свардт Елена Татаркова 6-1, 6-2     | Алексия Дешом Эмили Луа           |
| 18 января | Открытый чемпионат Австралии Мельбурн, Австралия Турнир Большого шлема $3,156,711 — Хард Одиночный турнир — Парный турнир Турнир смешанных пар | Мартина Хингис 6-2, 6-3                       | Амели Моресмо                     |
| 18 января | Открытый чемпионат Австралии Мельбурн, Австралия Турнир Большого шлема $3,156,711 — Хард Одиночный турнир — Парный турнир Турнир смешанных пар | Анна Курникова Мартина Хингис 7-5, 6-3        | Линдсей Дэвенпорт Наталья Зверева |
| 18 января | Открытый чемпионат Австралии Мельбурн, Австралия Турнир Большого шлема $3,156,711 — Хард Одиночный турнир — Парный турнир Турнир смешанных пар | Дэвид Адамс Мариан де Свардт 6-4, 4-6, 7-6(5) | Максим Мирный Серена Уильямс      |

### Февраль
| Неделя     | Турнир | Чемпионки (Счёт финала)                      | Финалистки                      |
| ---------- | --- | -------------------------------------------- | ------------------------------- |
| 1 февраля  | Toray Pan Pacific Open Токио, Япония 1-я категория $1,050,000 — Ковёр (зал) Одиночный турнир — Парный турнир | Мартина Хингис 6-2, 6-1                      | Аманда Кётцер                   |
| 1 февраля  | Toray Pan Pacific Open Токио, Япония 1-я категория $1,050,000 — Ковёр (зал) Одиночный турнир — Парный турнир | Линдсей Дэвенпорт Наталья Зверева 6-2, 6-3   | Яна Новотна Мартина Хингис      |
| 8 февраля  | Nokia Cup Простеёв, Чехия 4-я категория $112,500 — Ковёр (зал) Турнир 1999                                   | Генриета Надьова 7-6(2), 6-4                 | Сильвия Фарина                  |
| 8 февраля  | Nokia Cup Простеёв, Чехия 4-я категория $112,500 — Ковёр (зал) Турнир 1999                                   | Натали Тозья Александра Фусаи 3-6, 6-2, 6-1  | Гелена Вилдова Квета Грдличкова |
| 15 февраля | Copa Colsanitas Богота, Колумбия 4-я категория $142,500 — Грунт Турнир 1999                                  | Фабиола Сулуага 6-1, 6-3                     | Кристина Пападаки               |
| 15 февраля | Copa Colsanitas Богота, Колумбия 4-я категория $142,500 — Грунт Турнир 1999                                  | Седа Норландер Кристина Пападаки 6-4, 7-6(5) | Лаура Монтальво Паола Суарес    |
| 15 февраля | Faber Grand Prix Ганновер, Германия 2-я категория $450,000 — Хард (зал) Турнир 1999                          | Яна Новотна 6-4, 6-4                         | Винус Уильямс                   |
| 15 февраля | Faber Grand Prix Ганновер, Германия 2-я категория $450,000 — Хард (зал) Турнир 1999                          | Винус Уильямс Серена Уильямс 5-7, 6-2, 6-2   | Натали Тозья Александра Фусаи   |
| 22 февраля | IGA Superthrift Classic Оклахома-Сити, США 3-я категория $180,000 — Хард (зал) Турнир 1999                   | Винус Уильямс 6-4, 6-0                       | Аманда Кётцер                   |
| 22 февраля | IGA Superthrift Classic Оклахома-Сити, США 3-я категория $180,000 — Хард (зал) Турнир 1999                   | Лиза Реймонд Ренне Стаббс 6-3, 6-4           | Аманда Кётцер Джессика Стек     |
| 22 февраля | Open Gaz de France Париж, Франция 2-я категория $520,000 — Хард (зал) Турнир 1999                            | Серена Уильямс 6-2, 3-6, 7-6(4)              | Амели Моресмо                   |
| 22 февраля | Open Gaz de France Париж, Франция 2-я категория $520,000 — Хард (зал) Турнир 1999                            | Каролина Вис Ирина Спырля 7-5, 3-6, 6-3      | Елена Лиховцева Ай Сугияма      |

### Март
| Неделя   | Турнир | Чемпионки (Счёт финала)                     | Финалистки                      |
| -------- | --- | ------------------------------------------- | ------------------------------- |
| 1 марта  | Evert Cup Индиан-Уэллс, США 1-я категория $1,400,000 — Хард Одиночный турнир — Парный турнир               | Серена Уильямс 6-3, 3-6, 7-5                | Штеффи Граф                     |
| 1 марта  | Evert Cup Индиан-Уэллс, США 1-я категория $1,400,000 — Хард Одиночный турнир — Парный турнир               | Анна Курникова Мартина Хингис 6-2, 6-2      | Мэри-Джо Фернандес Яна Новотна  |
| 15 марта | Lipton Championships Майами, США 1-я категория $2,075,000 — Хард Одиночный турнир — Парный турнир          | Винус Уильямс 6-1, 4-6, 6-4                 | Серена Уильямс                  |
| 15 марта | Lipton Championships Майами, США 1-я категория $2,075,000 — Хард Одиночный турнир — Парный турнир          | Яна Новотна Мартина Хингис 0-6, 6-4, 7-6(1) | Мэри-Джо Фернандес Моника Селеш |
| 29 марта | Family Circle Cup Хилтон-Хед-Айленд, США 1-я категория $1,050,000 — Грунт Одиночный турнир — Парный турнир | Мартина Хингис 6-4, 6-3                     | Анна Курникова                  |
| 29 марта | Family Circle Cup Хилтон-Хед-Айленд, США 1-я категория $1,050,000 — Грунт Одиночный турнир — Парный турнир | Елена Лиховцева Яна Новотна 6-1, 6-4        | Барбара Шетт Патти Шнидер       |

### Апрель
| Неделя    | Турнир | Чемпионки (Счёт финала)                                 | Финалистки                                     |
| --------- | --- | ------------------------------------------------------- | ---------------------------------------------- |
| 5 апреля  | Bausch & Lomb Championships Амелия-Айленд, США 2-я категория $520,000 — Грунт Турнир 1999                                                             | Моника Селеш 6-2, 6-3                                   | Руксандра Драгомир                             |
| 5 апреля  | Bausch & Lomb Championships Амелия-Айленд, США 2-я категория $520,000 — Грунт Турнир 1999                                                             | Кончита Мартинес Патрисия Тарабини 7-5, 0-6, 6-4        | Лиза Реймонд Ренне Стаббс                      |
| 5 апреля  | Открытый чемпионат Эшторила Оэйраш, Португалия 4-я категория $142,500 — Грунт Турнир 1999                                                             | Катарина Среботник 6-3, 6-1                             | Рита Кути-Киш                                  |
| 5 апреля  | Открытый чемпионат Эшторила Оэйраш, Португалия 4-я категория $142,500 — Грунт Турнир 1999                                                             | Алисия Ортуньо Кристина Торренс Валеро 7-6(4), 3-6, 6-3 | Рита Кути-Киш Анна-Мария Фёльденьи             |
| 12 апреля | Открытый чемпионат Японии Токио, Япония 3-я категория $180,000 — Хард Турнир 1999                                                                     | Эми Фразьер 6-2, 6-2                                    | Ай Сугияма                                     |
| 12 апреля | Открытый чемпионат Японии Токио, Япония 3-я категория $180,000 — Хард Турнир 1999                                                                     | Корина Морариу Кимберли По 6-3, 6-2                     | Кэтрин Баркли-Рейтц Кэрри-Энн Гюс              |
| 12 апреля | Кубок Федерации 1999. Четвертьфинал Реджо-ди-Калабрия, Италия, Ковёр (зал) Роли, США, Грунт Москва, Россия, Ковёр (зал) Цюрих, Швейцария, Ковёр (зал) | Победители Италия 3-2 США 5-0 Россия 3-2 Словакия 5-0   | Проигравшие Испания Хорватия Франция Швейцария |
| 19 апреля | Westel 900 Open Будапешт, Венгрия 4-я категория $142,500 — Грунт Турнир 1999                                                                          | Сара Питковски 6-2, 6-2                                 | Кристина Торренс Валеро                        |
| 19 апреля | Westel 900 Open Будапешт, Венгрия 4-я категория $142,500 — Грунт Турнир 1999                                                                          | Евгения Куликовская Сандра Начук 6-3, 6-4               | Лаура Монтальво Вирхиния Руано Паскуаль        |
| 19 апреля | Dreamland Egypt Classic Каир, Египет 3-я категория $180,000 — Хард Турнир 1999                                                                        | Аранча Санчес Викарио 6-1, 6-0                          | Ирина Спырля                                   |
| 19 апреля | Dreamland Egypt Classic Каир, Египет 3-я категория $180,000 — Хард Турнир 1999                                                                        | Лоранс Куртуа Аранча Санчес Викарио 5-7, 6-1, 7-6(3)    | Каролин Вис Ирина Спырля                       |
| 26 апреля | Открытый чемпионат Хорватии Бол, Хорватия 4-я категория $142,500 — Грунт Турнир 1999                                                                  | Корина Морариу 6-2, 6-0                                 | Жюли Алар-Декюжи                               |
| 26 апреля | Открытый чемпионат Хорватии Бол, Хорватия 4-я категория $142,500 — Грунт Турнир 1999                                                                  | Елена Костанич Михаэла Паштикова 7-5, 6-7(1), 6-2       | Андрея Ванк Меган Шонесси                      |
| 26 апреля | Открытый чемпионат Гамбурга Гамбург, Германия 2-я категория $520,000 — Грунт Турнир 1999                                                              | Винус Уильямс 6-0, 6-3                                  | Мэри Пирс                                      |
| 26 апреля | Открытый чемпионат Гамбурга Гамбург, Германия 2-я категория $520,000 — Грунт Турнир 1999                                                              | Лариса Нейланд Аранча Санчес Викарио 6-2, 6-1           | Аманда Кётцер Яна Новотна                      |

### Май
| Неделя | Турнир | Чемпионки (Счёт финала)                            | Финалистки                              |
| ------ | --- | -------------------------------------------------- | --------------------------------------- |
| 3 мая  | Кубок Варшавы по теннису Варшава, Польша 4-я категория $112,500 — Грунт Турнир 1999                                                      | Кристина Торренс Валеро 7-5, 7-6(3)                | Инес Горрочатеги                        |
| 3 мая  | Кубок Варшавы по теннису Варшава, Польша 4-я категория $112,500 — Грунт Турнир 1999                                                      | Каталина Кристя Ирина Селютина 6-1, 6-2            | Жанетта Гусарова Амели Кошето           |
| 3 мая  | Открытый чемпионат Италии Рим, Италия 1-я категория $1,050,000 — Грунт Одиночный турнир — Парный турнир                                  | Винус Уильямс 6-4, 6-2                             | Мэри Пирс                               |
| 3 мая  | Открытый чемпионат Италии Рим, Италия 1-я категория $1,050,000 — Грунт Одиночный турнир — Парный турнир                                  | Анна Курникова Мартина Хингис 6-2, 6-2             | Натали Тозья Александра Фусаи           |
| 10 мая | Открытый чемпионат Фландрии Антверпен, Бельгия 4-я категория $112,500 — Грунт Турнир 1999                                                | Жюстин Энен 6-1, 6-2                               | Сара Питковски                          |
| 10 мая | Открытый чемпионат Фландрии Антверпен, Бельгия 4-я категория $112,500 — Грунт Турнир 1999                                                | Лаура Голарса Катарина Среботник 6-4, 6-2          | Луиза Племинг Меган Шонесси             |
| 10 мая | Открытый чемпионат Германии Берлин, Германия 1-я категория $1,080,000 — Грунт Одиночный турнир — Парный турнир                           | Мартина Хингис 6-0, 6-1                            | Жюли Алар-Декюжи                        |
| 10 мая | Открытый чемпионат Германии Берлин, Германия 1-я категория $1,080,000 — Грунт Одиночный турнир — Парный турнир                           | Натали Тозья Александра Фусаи 6-3, 7-5             | Яна Новотна Патрисия Тарабини           |
| 17 мая | Открытый чемпионат Испании Мадрид, Испания 3-я категория $180,000 — Грунт Турнир 1999                                                    | Линдсей Дэвенпорт 6-1, 6-3                         | Паола Суарес                            |
| 17 мая | Открытый чемпионат Испании Мадрид, Испания 3-я категория $180,000 — Грунт Турнир 1999                                                    | Вирхиния Руано Паскуаль Паола Суарес 6-2, 0-6, 6-0 | Марлен Вайнгартнер Мария Фернанда Ланда |
| 17 мая | Международный теннисный турнир в Страсбурге Страсбург, Франция 3-я категория $190,000 — Грунт Турнир 1999                                | Дженнифер Каприати 6-1, 6-3                        | Елена Лиховцева                         |
| 17 мая | Международный теннисный турнир в Страсбурге Страсбург, Франция 3-я категория $190,000 — Грунт Турнир 1999                                | Елена Лиховцева Ай Сугияма 2-6, 7-6(6), 6-1        | Натали Тозья Александра Фусаи           |
| 24 мая | Открытый чемпионат Франции Париж, Франция Турнир Большого шлема $4,407,123 — Грунт Одиночный турнир — Парный турнир Турнир смешанных пар | Штеффи Граф 4-6, 7-5, 6-2                          | Мартина Хингис                          |
| 24 мая | Открытый чемпионат Франции Париж, Франция Турнир Большого шлема $4,407,123 — Грунт Одиночный турнир — Парный турнир Турнир смешанных пар | Винус Уильямс Серена Уильямс 6-3, 6-7(2), 8-6      | Анна Курникова Мартина Хингис           |
| 24 мая | Открытый чемпионат Франции Париж, Франция Турнир Большого шлема $4,407,123 — Грунт Одиночный турнир — Парный турнир Турнир смешанных пар | Пит Норвал Катарина Среботник 6-3, 3-6, 6-3        | Рик Лич Лариса Нейланд                  |

### Июнь
| Неделя  | Турнир | Чемпионки (Счёт финала)                         | Финалистки                         |
| ------- | --- | ----------------------------------------------- | ---------------------------------- |
| 7 июня  | DFS Classic Бирмингем, Великобритания 3-я категория $180,000 — Трава Турнир 1999                                                            | Жюли Алар-Декюжи 6-2, 3-6, 6-4                  | Натали Тозья                       |
| 7 июня  | DFS Classic Бирмингем, Великобритания 3-я категория $180,000 — Трава Турнир 1999                                                            | Корина Морариу Лариса Нейланд 6-4, 6-4          | Инес Горрочатеги Александра Фусаи  |
| 7 июня  | Открытый чемпионат Ташкента Ташкент, Узбекистан 4-я категория $112,500 — Хард Турнир 1999                                                   | Анна Смашнова 6-3, 6-3                          | Лоранс Куртуа                      |
| 7 июня  | Открытый чемпионат Ташкента Ташкент, Узбекистан 4-я категория $112,500 — Хард Турнир 1999                                                   | Патриция Вартуш Евгения Куликовская 7-6(3), 6-0 | Ева Бес Остарис Хисела Риера Роура |
| 14 июня | Direct Line International Championships Истборн, Великобритания 2-я категория $520,000 — Трава Турнир 1999                                  | Наталья Зверева 0-6, 7-5, 6-3                   | Натали Тозья                       |
| 14 июня | Direct Line International Championships Истборн, Великобритания 2-я категория $520,000 — Трава Турнир 1999                                  | Анна Курникова Мартина Хингис 6-4 — отказ       | Наталья Зверева Яна Новотна        |
| 14 июня | Чемпионат Росмалена Хертогенбос, Нидерланды 3-я категория $180,000 — Трава Турнир 1999                                                      | Кристина Бранди 6-0, 3-6, 6-1                   | Сильвия Талая                      |
| 14 июня | Чемпионат Росмалена Хертогенбос, Нидерланды 3-я категория $180,000 — Трава Турнир 1999                                                      | Рита Гранде Сильвия Фарина 7-5, 7-6(2)          | Кара Блэк Кристи Богерт            |
| 21 июня | Уимблдонский турнир Уимблдон, Великобритания Турнир Большого шлема $4,732,303 — Трава Одиночный турнир — Парный турнир Турнир смешанных пар | Линдсей Дэвенпорт 6-4, 7-5                      | Штеффи Граф                        |
| 21 июня | Уимблдонский турнир Уимблдон, Великобритания Турнир Большого шлема $4,732,303 — Трава Одиночный турнир — Парный турнир Турнир смешанных пар | Линдсей Дэвенпорт Корина Морариу 6-4, 6-4       | Мариан де Свардт Елена Татаркова   |
| 21 июня | Уимблдонский турнир Уимблдон, Великобритания Турнир Большого шлема $4,732,303 — Трава Одиночный турнир — Парный турнир Турнир смешанных пар | Леандер Паес Лиза Реймонд 6-4, 3-6, 6-3         | Йонас Бьоркман Анна Курникова      |

### Июль
| Неделя  | Турнир                                                                                              | Чемпионки (Счёт финала)                      | Финалистки                            |
| ------- | --------------------------------------------------------------------------------------------------- | -------------------------------------------- | ------------------------------------- |
| 5 июля  | Открытый чемпионат Австрии Пёрчах-ам-Вёртер-Зе, Австрия 4-я категория $112,500 — Грунт Турнир 1999  | Карина Габшудова 2-6, 6-4, 6-4               | Сильвия Талая                         |
| 5 июля  | Открытый чемпионат Австрии Пёрчах-ам-Вёртер-Зе, Австрия 4-я категория $112,500 — Грунт Турнир 1999  | Карина Габшудова Сильвия Фарина 6-4, 6-4     | Ольга Лугина Лаура Монтальво          |
| 12 июля | Международный теннисный турнир в Палермо Палермо, Италия 4-я категория $142,500 — Грунт Турнир 1999 | Анастасия Мыскина 3-6, 7-6(3), 6-2           | Анхелес Монтольо                      |
| 12 июля | Международный теннисный турнир в Палермо Палермо, Италия 4-я категория $142,500 — Грунт Турнир 1999 | Тина Крижан Катарина Среботник 4-6, 6-3, 6-0 | Соня Джейясилан Оса Карлссон          |
| 12 июля | Prokom Polish Open Сопот, Польша 3-я категория $180,000 — Грунт Турнир 1999                         | Кончита Мартинес 6-1, 6-1                    | Карина Габшудова                      |
| 12 июля | Prokom Polish Open Сопот, Польша 3-я категория $180,000 — Грунт Турнир 1999                         | Лаура Монтальво Паола Суарес 6-4, 6-3        | Гала Леон Гарсия Мария Санчес Лоренсо |
| 19 июля | Кубок Федерации 1999. Полуфинал Анкона, Италия, Грунт Москва, Россия, Грунт (зал)                   | Победители США 4-1 Россия 3-2                | Проигравшие Италия Словакия           |
| 26 июля | Bank of the West Classic Станфорд, США 2-я категория $520,000 — Хард Турнир 1999                    | Линдсей Дэвенпорт 7-6(1), 6-2                | Винус Уильямс                         |
| 26 июля | Bank of the West Classic Станфорд, США 2-я категория $520,000 — Хард Турнир 1999                    | Линдсей Дэвенпорт Корина Морариу 6-4, 6-4    | Анна Курникова Елена Лиховцева        |

### Август
| Неделя     | Турнир | Чемпионки (Счёт финала)                               | Финалистки                           |
| ---------- | --- | ----------------------------------------------------- | ------------------------------------ |
| 2 августа  | Sanex Trophy Кнокке-Хейст, Бельгия 4-я категория $112,500 — Грунт Турнир 1999                                                                         | Мария Санчес Лоренсо 6-7(7), 6-4, 6-2                 | Дениса Хладкова                      |
| 2 августа  | Sanex Trophy Кнокке-Хейст, Бельгия 4-я категория $112,500 — Грунт Турнир 1999                                                                         | Елена Вагнер Ева Мартинцова 3-6, 6-3, 6-3             | Евгения Куликовская Сандра Начук     |
| 2 августа  | TIG Tennis Classic Сан-Диего, США 2-я категория $520,000 — Хард Турнир 1999                                                                           | Мартина Хингис 6-4, 6-0                               | Винус Уильямс                        |
| 2 августа  | TIG Tennis Classic Сан-Диего, США 2-я категория $520,000 — Хард Турнир 1999                                                                           | Линдсей Дэвенпорт Корина Морариу 6-4, 6-1             | Винус Уильямс Серена Уильямс         |
| 9 августа  | Acura Classic Лос-Анджелес, США 2-я категория $520,000 — Хард Турнир 1999                                                                             | Серена Уильямс 6-1, 6-4                               | Жюли Алар-Декюжи                     |
| 9 августа  | Acura Classic Лос-Анджелес, США 2-я категория $520,000 — Хард Турнир 1999                                                                             | Лариса Нейланд Аранча Санчес Викарио 6-2, 6-7(5), 6-0 | Лиза Реймонд Ренне Стаббс            |
| 16 августа | Du Maurier Open Торонто, Канада 1-я категория $1,050,000 — Хард Одиночный турнир — Парный турнир                                                      | Мартина Хингис 6-4, 6-4                               | Моника Селеш                         |
| 16 августа | Du Maurier Open Торонто, Канада 1-я категория $1,050,000 — Хард Одиночный турнир — Парный турнир                                                      | Яна Новотна Мэри Пирс 6-3, 2-6, 6-3                   | Лариса Нейланд Аранча Санчес Викарио |
| 23 августа | Pilot Pen Tennis Нью-Хэйвен, США 2-я категория $520,000 — Хард Турнир 1999                                                                            | Винус Уильямс 6-2, 7-5                                | Линдсей Дэвенпорт                    |
| 23 августа | Pilot Pen Tennis Нью-Хэйвен, США 2-я категория $520,000 — Хард Турнир 1999                                                                            | Лиза Реймонд Ренне Стаббс 7-6(1), 6-2                 | Елена Лиховцева Яна Новотна          |
| 30 августа | Открытый чемпионат США Нью-Йорк, США Турнир Большого шлема $6,235,000 — Хард — 128S/96Q/64D/32X Одиночный турнир — Парный турнир Турнир смешанных пар | Серена Уильямс 6-3, 7-6(4)                            | Мартина Хингис                       |
| 30 августа | Открытый чемпионат США Нью-Йорк, США Турнир Большого шлема $6,235,000 — Хард — 128S/96Q/64D/32X Одиночный турнир — Парный турнир Турнир смешанных пар | Винус Уильямс Серена Уильямс 4-6, 6-1, 6-4            | Чанда Рубин Сандрин Тестю            |
| 30 августа | Открытый чемпионат США Нью-Йорк, США Турнир Большого шлема $6,235,000 — Хард — 128S/96Q/64D/32X Одиночный турнир — Парный турнир Турнир смешанных пар | Махеш Бхупати Ай Сугияма 6-4, 6-4                     | Дональд Джонсон Кимберли По          |

### Сентябрь
| Неделя      | Турнир                                                                                | Чемпионки (Счёт финала)                             | Финалистки                     |
| ----------- | ------------------------------------------------------------------------------------- | --------------------------------------------------- | ------------------------------ |
| 13 сентября | Кубок Федерации 1999. Финал Стэнфорд, США, Хард                                       | Победитель США 4-1                                  | Финалист Россия                |
| 20 сентября | Toyota Princess Cup Токио, Япония 2-я категория $520,000 — Хард Турнир 1999           | Линдсей Дэвенпорт 7-5, 7-6(1)                       | Моника Селеш                   |
| 20 сентября | Toyota Princess Cup Токио, Япония 2-я категория $520,000 — Хард Турнир 1999           | Кончита Мартинес Патрисия Тарабини 6-7(7), 6-4, 6-2 | Аманда Кётцер Елена Докич      |
| 20 сентября | SEAT Open Люксембург, Люксембург 3-я категория $180,000 — Хард (зал) Турнир 1999      | Ким Клейстерс 6-2, 6-2                              | Доминик ван Рост               |
| 20 сентября | SEAT Open Люксембург, Люксембург 3-я категория $180,000 — Хард (зал) Турнир 1999      | Каролин Вис Ирина Спырля 6-1, 6-2                   | Тина Крижан Катарина Среботник |
| 27 сентября | Кубок Большого шлема Мюнхен, Германия Выставочный $2,450,000 — Хард (зал) Турнир 1999 | Серена Уильямс 6-1, 3-6, 6-3                        | Винус Уильямс                  |

### Октябрь
| Неделя     | Турнир | Чемпионки (Счёт финала)                       | Финалистки                           |
| ---------- | --- | --------------------------------------------- | ------------------------------------ |
| 4 октября  | Открытый чемпионат Бразилии Сан-Паулу, Бразилия 4-я категория $142,500 — Грунт Турнир 1999                        | Фабиола Сулуага 7-5, 4-6, 7-5                 | Патриция Вартуш                      |
| 4 октября  | Открытый чемпионат Бразилии Сан-Паулу, Бразилия 4-я категория $142,500 — Грунт Турнир 1999                        | Лаура Монтальво Паола Суарес 6-7(7), 7-5, 7-5 | Жанетта Гусарова Флоренсия Лабат     |
| 4 октября  | Porsche Tennis Grand Prix Фильдерштадт, Германия 2-я категория $520,000 — Хард (зал) Турнир 1999                  | Мартина Хингис 6-4, 6-1                       | Мэри Пирс                            |
| 4 октября  | Porsche Tennis Grand Prix Фильдерштадт, Германия 2-я категория $520,000 — Хард (зал) Турнир 1999                  | Чанда Рубин Сандрин Тестю 6-3, 6-4            | Лариса Нейланд Аранча Санчес Викарио |
| 11 октября | Открытый чемпионат Цюриха Цюрих, Швейцария 1-я категория $1,050,000 — Хард (зал) Одиночный турнир — Парный турнир | Винус Уильямс 6-3, 6-4                        | Мартина Хингис                       |
| 11 октября | Открытый чемпионат Цюриха Цюрих, Швейцария 1-я категория $1,050,000 — Хард (зал) Одиночный турнир — Парный турнир | Лиза Реймонд Ренне Стаббс 6-2, 6-2            | Наталья Зверева Натали Тозья         |
| 18 октября | Eurotel Slovak Indoors Братислава, Словакия 4-я категория $112,500 — Хард (зал) Турнир 1999                       | Амели Моресмо 6-3, 6-3                        | Ким Клейстерс                        |
| 18 октября | Eurotel Slovak Indoors Братислава, Словакия 4-я категория $112,500 — Хард (зал) Турнир 1999                       | Ким Клейстерс Лоранс Куртуа 6-2, 3-6, 7-5     | Ольга Барабанщикова Лилия Остерло    |
| 18 октября | Кубок Кремля Москва, Россия 1-я категория $1,050,000 — Ковёр (зал) Одиночный турнир — Парный турнир               | Натали Тозья 2-6, 6-4, 6-1                    | Барбара Шетт                         |
| 18 октября | Кубок Кремля Москва, Россия 1-я категория $1,050,000 — Ковёр (зал) Одиночный турнир — Парный турнир               | Лиза Реймонд Ренне Стаббс 6-1, 6-0            | Жюли Алар-Декюжи Анке Хубер          |
| 25 октября | Generali Ladies Linz Линц, Австрия 2-я категория $520,000 — Хард (зал) Турнир 1999                                | Мэри Пирс 7-6(2), 6-1                         | Сандрин Тестю                        |
| 25 октября | Generali Ladies Linz Линц, Австрия 2-я категория $520,000 — Хард (зал) Турнир 1999                                | Каролин Вис Ирина Спырля 6-4, 6-3             | Тина Крижан Лариса Нейланд           |

### Ноябрь
| Неделя    | Турнир | Чемпионки (Счёт финала)                  | Финалистки                           |
| --------- | --- | ---------------------------------------- | ------------------------------------ |
| 1 ноября  | Bell Challenge Квебек, Канада 3-я категория $180,000 — Ковёр (зал) Турнир 1999                                    | Дженнифер Каприати 4-6, 6-1, 6-2         | Чанда Рубин                          |
| 1 ноября  | Bell Challenge Квебек, Канада 3-я категория $180,000 — Ковёр (зал) Турнир 1999                                    | Эми Фразьер Кэти Шлюкбир 6-2, 6-3        | Кара Блэк Дебби Грэм                 |
| 1 ноября  | Кубок Лейпцига Лейпциг, Германия 2-я категория $520,000 — Хард (зал) Турнир 1999                                  | Натали Тозья 6-1, 6-3                    | Квета Грдличкова                     |
| 1 ноября  | Кубок Лейпцига Лейпциг, Германия 2-я категория $520,000 — Хард (зал) Турнир 1999                                  | Лариса Нейланд Мэри Пирс 6-4, 6-3        | Елена Лиховцева Ай Сугияма           |
| 8 ноября  | Wismilak International Куала-Лумпур, Малайзия 3-я категория $180,000 — Хард Турнир 1999                           | Оса Карлссон 6-2, 6-4                    | Эрика де Лоун                        |
| 8 ноября  | Wismilak International Куала-Лумпур, Малайзия 3-я категория $180,000 — Хард Турнир 1999                           | Елена Костанич Тина Писник 3-6, 6-2, 6-4 | Юка Ёсида Рика Хираки                |
| 8 ноября  | Advanta Championships Филадельфия, США 2-я категория $520,000 — Хард (зал) Турнир 1999                            | Линдсей Дэвенпорт 6-3, 6-4               | Мартина Хингис                       |
| 8 ноября  | Advanta Championships Филадельфия, США 2-я категория $520,000 — Хард (зал) Турнир 1999                            | Лиза Реймонд Ренне Стаббс 6-1, 7-6(2)    | Чанда Рубин Сандрин Тестю            |
| 15 ноября | Итоговый чемпионат WTA Нью-Йорк, США Итоговый чемпионат $2,000,000 — Ковёр (зал) Одиночный турнир — Парный турнир | Линдсей Дэвенпорт 6-4, 6-2               | Мартина Хингис                       |
| 15 ноября | Итоговый чемпионат WTA Нью-Йорк, США Итоговый чемпионат $2,000,000 — Ковёр (зал) Одиночный турнир — Парный турнир | Анна Курникова Мартина Хингис 6-4, 6-4   | Лариса Нейланд Аранча Санчес Викарио |
| 15 ноября | Открытый чемпионат Паттайи Паттайя, Таиланд 4-я категория $112,500 — Хард Турнир 1999                             | Магдалена Малеева 4-6, 6-1, 6-2          | Анна Кремер                          |
| 15 ноября | Открытый чемпионат Паттайи Паттайя, Таиланд 4-я категория $112,500 — Хард Турнир 1999                             | Оса Карлссон Эмили Луа 6-1, 6-4          | Патриция Вартуш Евгения Куликовская  |

## Рейтинг WTA

### Одиночный рейтинг
| Рейтинг WTA 1999 года | Рейтинг WTA 1999 года | Рейтинг WTA 1999 года | Рейтинг WTA 1999 года | Рейтинг WTA 1999 года |
| #                     | Теннисистка           | Очки                  | 1998                  | +/-                   |
| --------------------- | --------------------- | --------------------- | --------------------- | --------------------- |
| 1                     | Мартина Хингис        | 6 074                 | 2                     | ▲ 1                   |
| 2                     | Линдсей Дэвенпорт     | 4 841                 | 1                     | ▼ 1                   |
| 3                     | Винус Уильямс         | 4 378                 | 5                     | ▲ 2                   |
| 4                     | Серена Уильямс        | 3 021                 | 20                    | ▲ 16                  |
| 5                     | Мэри Пирс             | 2 658                 | 7                     | ▲ 2                   |
| 6                     | Моника Селеш          | 2 310                 | 6                     | ▬                     |
| 7                     | Натали Тозья          | 2 213                 | 10                    | ▲ 3                   |
| 8                     | Барбара Шетт          | 2 188                 | 23                    | ▲ 15                  |
| 9                     | Жюли Алар-Декюжи      | 1 977                 | 22                    | ▲ 13                  |
| 10                    | Амели Моресмо         | 1 906                 | 29                    | ▲ 19                  |
| 11                    | Аманда Кётцер         | 1 846                 | 17                    | ▲ 6                   |
| 12                    | Анна Курникова        | 1 641                 | 13                    | ▲ 1                   |
| 13                    | Сандрин Тестю         | 1 635                 | 14                    | ▲ 1                   |
| 14                    | Доминик ван Рост      | 1 621                 | 12                    | ▼ 2                   |
| 15                    | Кончита Мартинес      | 1 564                 | 8                     | ▼ 7                   |
| 16                    | Анке Хубер            | 1 548                 | 21                    | ▲ 5                   |
| 17                    | Аранча Санчес Викарио | 1 435                 | 4                     | ▼ 13                  |
| 18                    | Елена Лиховцева       | 1 393                 | 26                    | ▲ 8                   |
| 19                    | Эми Фразьер           | 1 299                 | 42                    | ▲ 23                  |
| 20                    | Руксандра Драгомир    | 1 291                 | 38                    | ▲ 18                  |

### Парный рейтинг (Игроки)
| Рейтинг WTA 1999 года | Рейтинг WTA 1999 года | Рейтинг WTA 1999 года | Рейтинг WTA 1999 года | Рейтинг WTA 1999 года |
| #                     | Теннисистка           | Очки                  | 1998                  | +/-                   |
| --------------------- | --------------------- | --------------------- | --------------------- | --------------------- |
| 1                     | Анна Курникова        | 3 119                 | 10                    | ▲ 9                   |
| 2                     | Мартина Хингис        | 3 106                 | 2                     | ▬                     |
| 3                     | Лариса Нейланд        | 2 997                 | 11                    | ▲ 8                   |
| 4                     | Линдсей Дэвенпорт     | 2 959                 | 4                     | ▬                     |
| 5                     | Лиза Реймонд          | 2 667                 | 5                     | ▬                     |
| 6                     | Корина Морариу        | 2 522                 | 39                    | ▲ 33                  |
| 7                     | Ренне Стаббс          | 2 522                 | 5                     | ▼ 2                   |
| 8                     | Елена Лиховцева       | 2 359                 | 9                     | ▲ 1                   |
| 9                     | Аранча Санчес Викарио | 2 319                 | 12                    | ▲ 3                   |
| 10                    | Винус Уильямс         | 2 291                 | 36                    | ▲ 26                  |
| 10                    | Серена Уильямс        | 2 191                 | 36                    | ▲ 26                  |
| 12                    | Наталья Зверева       | 2 251                 | 1                     | ▼ 11                  |
| 13                    | Александра Фусаи      | 2 128                 | 8                     | ▼ 5                   |
| 14                    | Натали Тозья          | 2 059                 | 7                     | ▼ 7                   |
| 15                    | Каролин Вис           | 1 845                 | 15                    | ▬                     |
| 16                    | Ай Сугияма            | 1 802                 | 13                    | ▼ 3                   |
| 17                    | Ирина Спырля          | 1 762                 | 33                    | ▲ 16                  |
| 18                    | Патрисия Тарабини     | 1 649                 | 14                    | ▼ 4                   |
| 19                    | Елена Татаркова       | 1 605                 | 22                    | ▲ 3                   |
| 20                    | Мари Пирс             | 1 577                 | 56                    | ▲ 36                  |